# 铬酸亚铊
铬酸亚铊是一种无机化合物，化学式为Tl2CrO4，它和硫酸亚铊同构。它可由硝酸亚铊和铬酸钾反应制得。它的pKsp为12.05，可用于铊的电位测定（基于2-环己硫基-4-氧代-1-(4H)-喹啉-3-甲腈的电极）。